# Método de la fase estacionaria
En matemáticas, el método de la fase estacionaria o aproximación de fase estacionaria es un principio básico del análisis asintótico, se aplica a las integrales oscilatorias, una clase de integrales de Fourier del tipo.
{\displaystyle I(k)=\int g(x)e^{ikf(x)}\,dx}
definidas en el espacio n-dimensional Rn, donde i es la unidad imaginaria. Aquí f y g son funciones continuamente diferenciables que toman valores reales. El papel de la función g es para asegurar la convergencia, es decir, g es una función de prueba. El parámetro real k de mayor valor se considera en el límite cuando k → ∞.

## Conceptos básicos
La idea principal de los métodos de la fase estacionaria se basa en la cancelación de sinusoides cuando la fase varía rápidamente. Si muchas sinusoides tienen la misma fase y son sumadas, se tendrá una suma constructiva. Si, sin embargo, estas mismas sinusoides tienen fases que cambian rápidamente a medida que cambia la frecuencia, se tendrá una suma destructiva.

## Un ejemplo
Consideremos la función 
{\displaystyle f(x,t)={\frac {1}{2\pi }}\int _{\mathbb {R} }F(\omega )e^{i(kx-\omega t)}d\omega }
El término de fase en esta función, {\displaystyle \phi =kx-\omega t} es "estacionario" cuando 
{\displaystyle {\frac {d}{d\omega }}\left(k\left(\omega \right)x-\omega t\right)\approx 0}
o de modo equivalente, 
{\displaystyle {\frac {d\omega }{dk}}\approx {\frac {x}{t}}}
Las soluciones de esta ecuación producen frecuencias dominantes {\displaystyle \omega _{dom}(x,t)} para {\displaystyle x} y {\displaystyle t} dados. Si expandimos {\displaystyle \phi } en una serie de Taylor sobre {\displaystyle \omega _{dom}} y anulamos los términos de orden superior a {\displaystyle (\omega -\omega _{dom})^{2}},
{\displaystyle \phi \sim k(\omega _{dom})x-\omega _{dom}t+{\frac {x}{2}}{\frac {d^{2}k}{d\omega ^{2}}}(\omega -\omega _{dom})^{2}}
Cuando {\displaystyle x} es relativamente grande, incluso una pequeña diferencia {\displaystyle \omega -\omega _{dom}} generará oscilaciones rápidas dentro de la integral, lo que lleva a la cancelación. Por lo tanto podemos extender los límites de la integración más allá del límite para un desarrollo de Taylor. Si duplicamos la contribución real de las frecuencias positivas de la transformación para tener en cuenta las frecuencias negativas, 
{\displaystyle f(x,t)={\frac {1}{2\pi }}2{\mbox{Re}}\left\{\exp \left[i\left[k(\omega _{dom})x-\omega _{dom}t\right]\right]\left|F(\omega _{dom})\right|\int _{\mathbb {R} }\exp \left[i{\frac {x}{2}}{\frac {d^{2}k}{d\omega ^{2}}}(\omega -\omega _{dom})^{2}\right]d\omega \right\}}
Esto se integra como
{\displaystyle f(x,t)\sim {\frac {\left|F(\omega _{dom})\right|}{\pi }}{\sqrt {\frac {2\pi }{x\left|{\frac {d^{2}k}{d\omega ^{2}}}\right|}}}\cos \left[k(\omega _{dom})x-\omega _{dom}t\pm {\frac {\pi }{4}}\right]}

## Etapas de reducción
La primera afirmación general importante del principio en cuestión establece que el comportamiento asintótico de I(k) depende sólo de los puntos críticos de f. Si por causa de g la integral se localiza en una región del espacio donde f no tiene un punto crítico, el resultado de la integral tiende a 0 cuando la frecuencia de las oscilaciones se toman hasta el infinito. Véase, por ejemplo, el lema de Riemann-Lebesgue.
La segunda afirmación es que, cuando f es una función de Morse, de modo que los puntos singulares de f sean puntos críticos no degenerados y aislados, entonces la cuestión se reduce al caso n = 1. De hecho, a continuación, la elección de g se puede hacer para dividir la integral en casos con un solo punto crítico de P en cada uno de ellos. En ese punto, porque la matriz hessiana en P es por suposición distinta de 0, se aplica el lema de Morse. Mediante un cambio de coordenadas f podrá ser sustituido por
x12 + ….+ xj2 − xj + 12 − xj + 22 − … − xn2.
El valor de j está dado por la signatura de la matriz hessiana de f en P. En cuanto a g, el caso esencial es que g es un producto de funciones de activación (función bulto) de xi. Si se asume, ya sin pérdida de generalidad, que P es el origen, se toma una función de activación continuamente diferenciable h con valor 1 en el intervalo [-1,1] y que rápidamente tiende a 0 fuera de ella. 
Tómese
g(x) = Π h(xi).
Por lo tanto, el teorema de Fubini reduce I(k) a un producto de integrales sobre la recta real, como
{\displaystyle J(k)=\int h(x)e^{ikf(x)}\,dx}
con f(x) = x2 o −x2. El caso con el signo menos es el complejo conjugado del caso con el signo más, por lo que hay esencialmente una estimación asintótica necesaria.
De esta manera asintótica se pueden encontrar soluciones para las integrales oscilatorias de las funciones de Morse. El caso degenerado requiere técnicas adicionales. Véase, por ejemplo, la función de Airy.

## Caso unidimensional
La definición esencial es esta:
{\displaystyle \int _{-1}^{1}\exp \left(ikx^{2}\right)\,dx={\sqrt {\pi  \over k}}\,\exp \left({\pi i \over 4}\right)+O\left({1 \over k}\right).}
De hecho por integración de contorno se puede demostrar que el término principal en el lado derecho de la ecuación es el valor de la integral en el lado izquierdo, extendida sobre el intervalo [- ∞, ∞]. Por eso, la cuestión es la estimación de la integral sobre, por ejemplo, [1, ∞].
Este es el modelo para todas las integrales de una dimensión I(k) con f teniendo un único punto crítico no degenerado en el que f tiene segunda derivada mayor que 0. De hecho, el caso modelo tiene como segunda derivada 2 en 0. Con el fin de escalar con k, teniendo en cuenta que la sustitución de k por ck donde c es una constante es la misma que escalar x mediante √ c. De ello se deduce que para los valores generales de f "(0)> 0, el factor √ (π / K) se convierte en
{\displaystyle {\sqrt {2\pi  \over kf''(0)}}.}
Para f "(0) <0 se usa la fórmula conjugada compleja, como se mencionó antes.